# Nuevo Progreso (Nuevo León)
Nuevo Progreso är en ort i Mexiko.   Den ligger i kommunen Las Choapas och delstaten Veracruz, i den sydöstra delen av landet, 600 km öster om huvudstaden Mexico City. Nuevo Progreso ligger 47 meter över havet och antalet invånare är 125.
Terrängen runt Nuevo Progreso är platt. Runt Nuevo Progreso är det ganska glesbefolkat, med 29 invånare per kvadratkilometer. Närmaste större samhälle är Francisco Martínez Gaytán, 13,6 km nordost om Nuevo Progreso. Omgivningarna runt Nuevo Progreso är en mosaik av jordbruksmark och naturlig växtlighet.